# Velocity
Velocity (englisch für Geschwindigkeit) bezeichnet bei anschlagsdynamischen elektronischen Tasteninstrumenten (z. B. Synthesizer oder Keyboards) die sogenannte Anschlagsgeschwindigkeit, d. h. diejenige Geschwindigkeit, mit der eine Taste niedergedrückt wird (vgl. auch Anschlag beim Klavier). Durch mehr oder weniger schnelles Niederdrücken können die verschiedenen Eigenschaften des elektronisch erzeugten Klangs beeinflusst werden, so z. B. die Lautstärke, die Intensität der Einschwingungsphase (vgl. Transienten) oder die dynamische Entwicklung des Klangs während der Haltephase. Mithilfe des Velocity-Parameters emulieren elektronische Instrumente die Eigenschaften akustischer Instrumente beim Ansetzen eines Tons, wie z. B. die Anschlagsstärke bei Tasteninstrumenten, den Anblasdruck bei Blasinstrumenten, oder die Geschwindigkeit und den Anpressdruck eines Bogens bei Saiteninstrumenten.
Die Geschwindigkeit beim Loslassen einer Taste wird als Release Velocity bezeichnet.

## Velocity als Parameter in MIDI-Befehlen

Beispiel für die Werte (binär und dezimal) eines Statusbytes im MIDI-Protokoll

Im MIDI-Protokoll bezeichnen Velocity und Release Velocity Parameter, die in den kanalbezogenen MIDI-Befehlen (engl. Channel Messages) Note On und Note Off übertragen werden. Dabei entsprechen die Parameter Velocity und Release Velocity einem Wert von (dezimal) 0–127 im zweiten Datenbyte eines solchen Befehls.
Ist eine Tastatur nicht anschlagsdynamisch, so wird für Velocity standardgemäß der mittlere Wert von (dezimal) 64 gesendet.